# بوگوتوو
بوگوتوو (بلغاری: Богутево، انگلیسی: Bogutevo)، روستایی از توابع چپلاره در جنوب بلغارستان است که در استان اسمولیان واقع شده‌است. بوگوتوو ۲۳۶ نفر جمعیت دارد و ۱٬۳۹۰ متر بالاتر از سطح دریا واقع شده‌است.